# Ventotene
Ventotene (tiếng Latinh: Pandataria hay Pandateria, từ tiếng Hy Lạp cổ: Πανδατερία, đã Latinh hoá: Pandatería hay Πανδατωρία chuyển tự Pandatoría; dân địa phương gọi là Vientutene), là một đảo của quần đảo Pontine trong biển Tyrrhenus, cách bờ biển Gaeta 46 kilômét (25 nmi). Comune Ventotene, thuộc địa phận tỉnh Latina (vùng Lazio) có 708 người định cư tính đến  năm 2008.

## Địa lý
Hòn đảo là phần sót lại của một núi lửa cổ. Nó có dáng thuôn, chiều dài 3 kilômét (2 dặm) và nơi rộng nhất đạt 800 mét (2.625 foot).
Comune Ventotene gồm cả đảo Santo Stefano lân cận, cách đảo Ventotene 2 km (1 mi) về phía đông, nơi từng có một nhà tù lớn, nay bỏ hoang. Ponza cách Ventotene 40 km (25 mi) về phía tây.

## Lịch sử

### Thời đế quốc La Mã
Pandataria nổi danh là nơi hoàng đế Augustus đày con ông là Julia lớn vào năm 2 TCN, do tội thông dâm. Sau đó, năm 29 CN, hoàng đế Tiberius đày cháu gái Agrippina lớn của Augustus ra đây. Agrippina lớn chết, có lẽ do thiếu ăn, vào ngày 18 tháng 10, 33 SCN. Sau khi con trai Agrippina lớn là Gaius, (chủ yếu được biết tới với biệt hiệu Caligula), trở thành hoàng đế năm 37, ông đến Pandataria để thu hồi hài cốt mẹ mình rồi mang chúng về Roma. Con gái út của Agrippina lớn, Julia Livilla, bị đày ra Pandateria hai lần: lần đầu bởi anh trai Caligula vì bày mưu lật đổ, và lần thứ hai bởi hoàng đế Claudius, chú của bà, do hiềm khích với vợ ông là Messalina, năm 41.
Julia Livilla chết đói, hài cốt của bà được đưa về Roma khi chị bà Agrippina nhỏ dần được Claudius sủng ái. Một người phụ nữ nữa trong triều Julio-Claudia, Claudia Octavia, vợ đầu của hoàng đế Nero, bị đày ra Pandateria năm 62 rồi bị hành quyết theo lệnh của chồng bà.

### Thế kỷ XX
Trên đảo Santo Stefano, một nhà tù được xây vào thời nhà Bourbon rồi được dựng lại dưới thời Benito Mussolini. Ở đây, có đến 700 người đối lập, gồm 400 người Cộng sản, bị bỏ tù từ năm 1939 đến 1943. Một trong số đó là Altiero Spinelli, người viết "Ventotene Manifesto", ủng hộ ý tưởng một châu Âu liên bang sau chiến tranh.
Trong Thế chiến II, Ventotene là đồn trú cho 114 lính Đức, bảo vệ một trạm radar quan trọng. Vào đêm 8 tháng 12 năm 1943 một tàu PT của Mỹ lọt qua cảng của Ventotene mà không bị phát hiện và thả 46 lính nhảy dù xuống, dẫn đầu bởi trung úy hải quân Douglas Fairbanks Jr. Quân nhảy dù gặp tù nhân trên đảo; họ lừa chỉ huy lính Đức rằng có một trung đoàn (hơn 1000 quân) lính nhảy trên đảo, do tàu Đồng Minh gửi đến. Sợ hãi, chỉ huy lính Đức nhanh chóng đầu hàng quân Mỹ trước khi nhận ra sai lầm. Ventotene được giải phóng lúc 3 giờ sáng mà không tốn một viên đạn. Câu chuyện được John Steinbeck thuật lại trong Once There Was A War.

## Ảnh

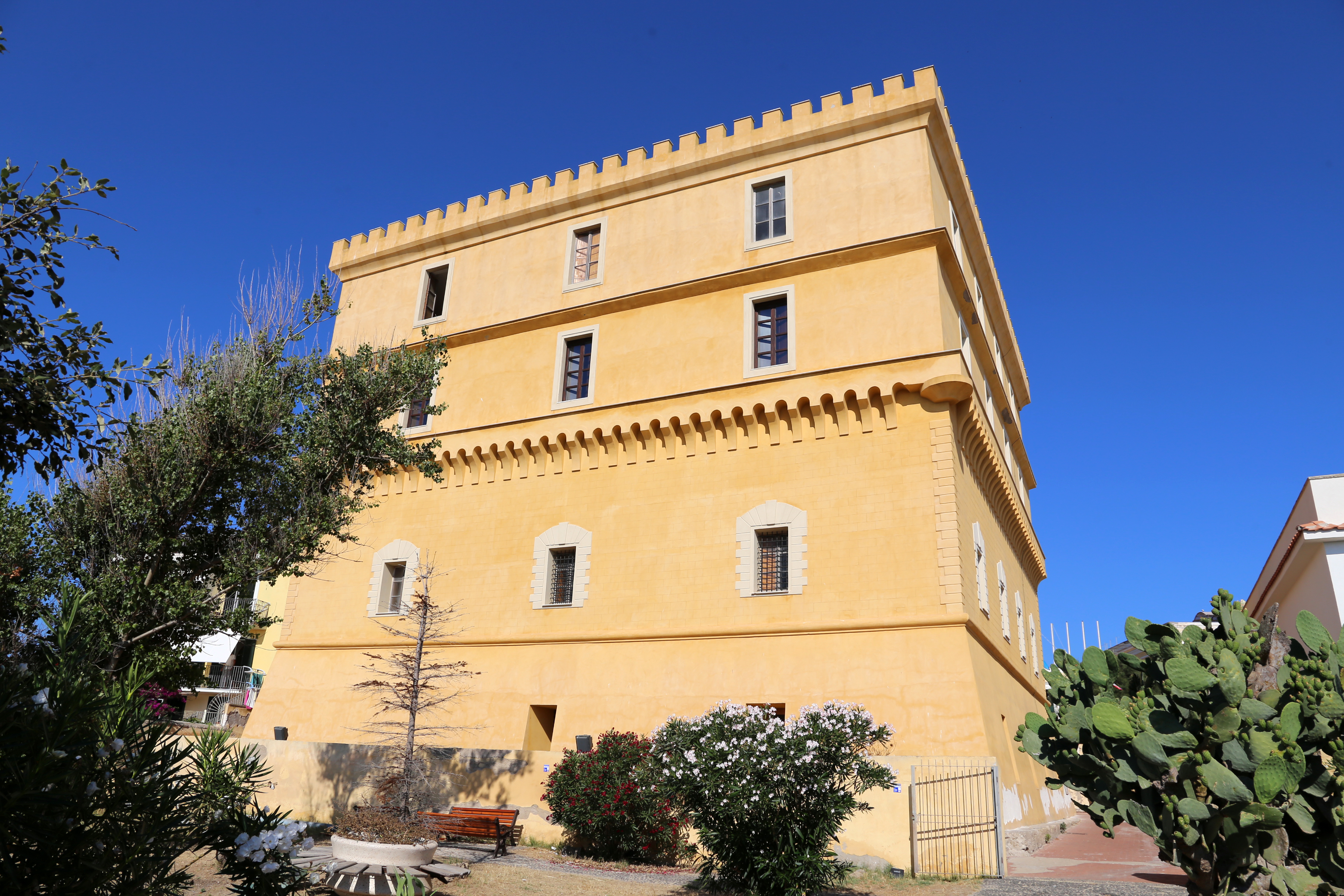
Piazza Castello
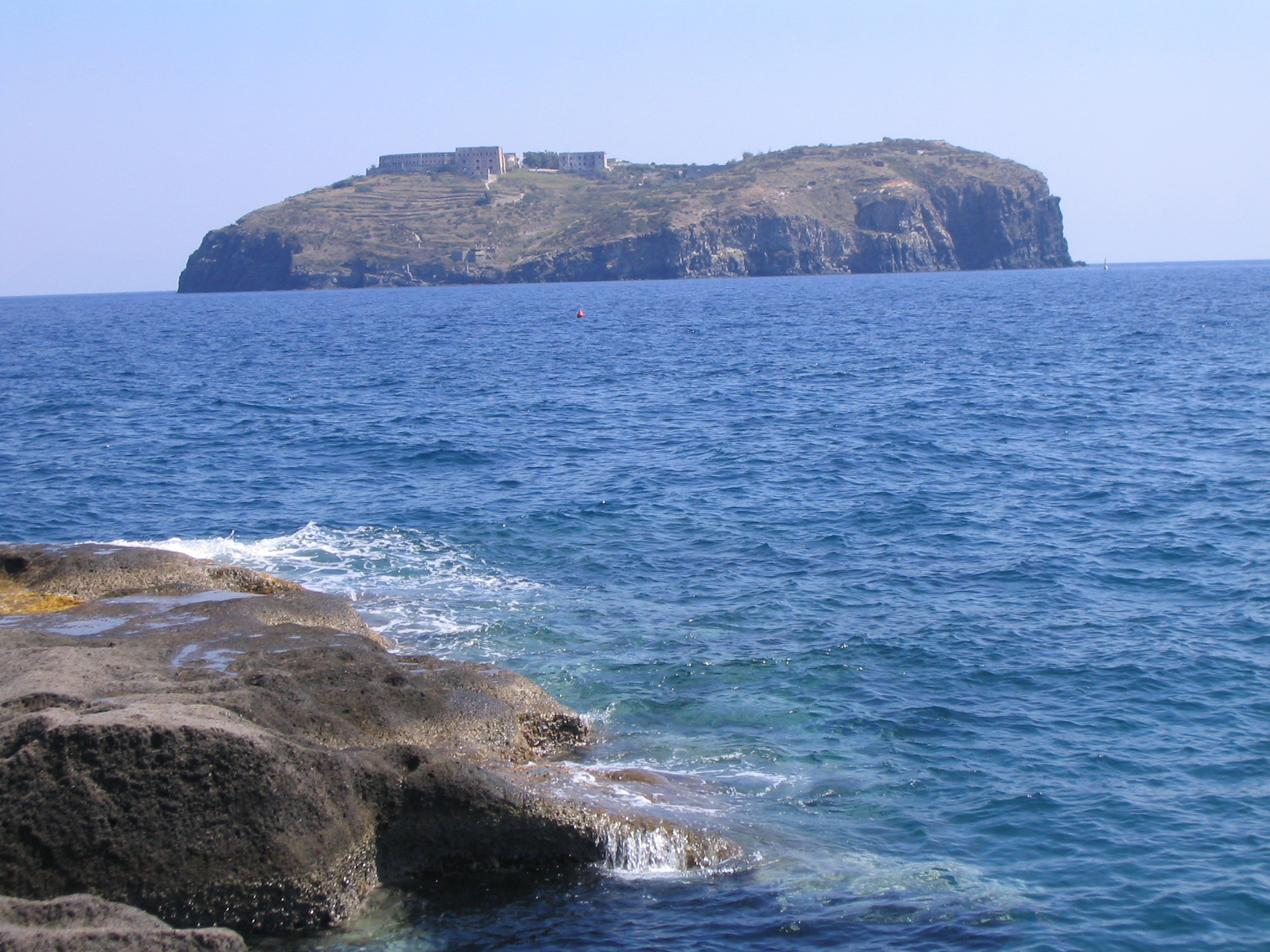
Đảo Santo Stefano nhìn từ Ventotene
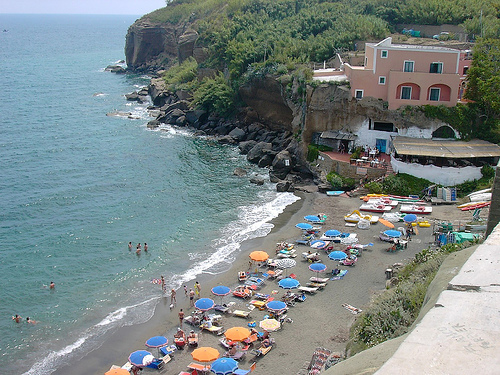
Bãi biển Cala Nave